# Rhaeboctesis matroosbergensis
Rhaeboctesis matroosbergensis är en spindelart som beskrevs av Tucker 1920. Rhaeboctesis matroosbergensis ingår i släktet Rhaeboctesis och familjen månspindlar. Inga underarter finns listade i Catalogue of Life.